# Persistence in Mourning
Persistence in Mourning ist eine 2006 gegründete Drone- und Funeral-Doom-Band.

## Geschichte
Andy Lippoldt ist seit 2006 unter dem Bandnamen Persistence in Mourning aktiv. Die Band gilt als Soloprojekt. Lippoldt greift allerdings auf die Unterstützung diverser Gastmusiker zurück. Seit 2007 erschienen oft mehrere Veröffentlichungen des Projektes in einem Jahr bis zum Jahr 2013. Darunter eine Vielzahl an Split-Veröffentlichungen, insbesondere mit populären Interpreten des breiten Spektrums des extremen Doom Metal wie Worship, Rigor Sardonicous und Gnaw Their Tongues. Split-Veröffentlichungen, Alben, Singles und EPs erschienen indes über Independent-Label wie Dying Sun Records, At War with False Noise, Omnious Silence, Land of Decay, Universal Tongue, Witch Sermon Production, Le Crépuscule du Soir Productions oder Ars Funebris. Nach dem Jahr 2013 blieben bis 2020 Veröffentlichungen unter dem Bandnamen aus. Als Coverkünstler brachte sich einige Male Aaron Stainthorpe von My Dying Bride ein.
Die internationale Rezeption fiel anhaltend positiv aus. Webzines wie Doom-Metal.com, Echoes and Dust und Invisible Orange widmeten unterschiedlichen Veröffentlichungen Rezensionen. Dabei wurde Persistence in Mourning als grimmig und düster, erfreulich und originell, seltsam und beunruhigend sowie als „erschütternde musikalische Erfahrung“ gelobt.

## Stil
Dem Webzine Doom-Metal.com zufolge ist die Musik von Persistence in Mourning ein „langsamer, erdrückender, unfreundlicher und hasserfüllter Funeral Doom“. Zum einordnenden Vergleich wird auf Esoteric verwiesen. In Besprechungen werden weitere Funeral-Doom-Vertreter wie Wormphlegm, Wraith of the Ropes und Skepticism als Vergleichsgrößen angeführt. Unabhängig vom Funeral Doom werden Einflüsse aus Industrial und Drone Doom ausgemacht. An anderer Stelle wird eine Entwicklung der Band ausgemacht. Spätere Veröffentlichungen seien so nicht mehr dem Funeral Doom zuzuordnen. Die Band habe sich von einem Funeral Doom, mit besonders präsentem Bass und schwerem Riffing zum Drone Doom entwickelt.

„Where there once were heavy riffs and deep, gurgling vocals are now harsh drones and distorted, maniacal, tortured howls. The once pounding drum machine is all but non-existent, aside from brief stints in “Doomsday from the Pulpit” and “Defector Part I (Outside Looking In).” To classify this terrifying, screeching, near early industrial album as metal would be arbitrary.“

„Wo früher schwere Riffs und tief gurgelnder Gesang waren, sind jetzt harte Drones und verzerrtes, manisch gequältes Jaulen. Der einst hämmernde Drumcomputer ist so gut wie nicht mehr vorhanden, abgesehen von kurzen Auftritten in Doomsday from the Pulpit und Defector Part I (Outside Looking In). Dieses furchterregende, kreischende, fast dem frühen Industrial entsprechende Album als Metal zu klassifizieren wäre Willkür.“

## Diskografie
Alben
- 2009: The Undead Shall Rise (At War with False Noise)
- 2011: Confessions of an American Cult (Land of Decay)
- 2012: God Is Not Here – The Fifth Year of My Idiotic War (Universal Tongue)
- 2020: Dying in Darkness (Dying Sun Records)

Singles und EPs
- 2007: Listless Acts of Attrition (Swamp Foetus/Ars Funebris)
- 2008: Breaking with the Wheel (Universal Tongue)
- 2011: Defector (Witch Sermon Production)

Split-Veröffentlichungen
- 2008: Elemental Doom Trilogy I – Wood (Mit Worship, Endzeit Elegies)
- 2009: Persistence in Mourning/Koufar (Mit Koufar, Phage Tapes)
- 2009: Exhalus/Persistence in Mourning (Mit Exhalus, Not.Exhalus.Net)
- 2010: I/Neo-pessimism (Mit Rigor Sardonicous, Feudal Throne Records)
- 2010: Persistence in Mourning/Vomir (Mit Vomir, Ominous Silence)
- 2010: Blood of Innocence (Mit Der Golem, Ars Funebris Records)
- 2011: Ritualistic Reanimation (Mit Dead Body Collection, Worthless Recordings)
- 2011: Cold War Plague (Mit Moloch, Feudal Throne Records)
- 2012: Aarni/Persistence in Mourning (Mit Aarni, Witch Sermon Production)
- 2012: Lurking in the Shadows (Mit Dead Raven Choir, Wolfmangler, Gnaw Their Tongues, Josh Lay; Black Horizons)
- 2013: Alice (Mit Pentadrvg, Tartarus Records, Le Crépuscule du soir)